# Liste der Mitglieder der American Academy of Arts and Sciences/1996
Im Jahr 1996 wählte die American Academy of Arts and Sciences 184 Personen zu ihren Mitgliedern.

## Neugewählte Mitglieder
- Arlin Marvin Adams (1921–2015)
- Karim Aga Khan IV. (1936–2025)
- Christopher Wolfgang John Alexander (1936–2022)
- Paul Joel Alpers (1932–2013)
- Jeanne Altmann (* 1940)
- Boris Altshuler (* 1955)
- Kathryn Virginia Anderson (1952–2020)
- Spyros Artavanis-Tsakonas (* 1946)
- Alan David Baddeley (* 1934)
- Dorothy Ford Bainton (* 1933)
- Douglas Gordon Baird (* 1953)
- Russell Banks (1940–2023)
- Solomon R. Benatar (* 1942)
- Joe Claude Bennett (* 1933)
- May Roberta Berenbaum (* 1953)
- Elwyn Berlekamp (1940–2019)
- Peter Stephen Bing (* 1934)
- Howard Kent Birnbaum (1932–2005)
- Helen Margaret Blau (* 1948)
- Bill Bradley (* 1943)
- Maurice S. Brookhart (* 1942)
- Jonathan Brown (1939–2022)
- Larry Lee Bumpass (* 1942)
- Lisa Sowle Cahill (* 1948)
- Albert Carnesale (* 1936)
- Brian Charlesworth (* 1945)
- Adele Chatfield-Taylor (* 1945)
- Carol J. Clover (* 1940)
- Karen Schweers Cook (* 1946)
- William J. Courtenay (* 1935)
- Gary Walter Cox (* 1955)
- David Pafford Crews (* 1947)
- Ernest Roy Davidson (* 1936)
- Norman Dorsen (1930–2017)
- William Drayton (* 1943)
- Helen Thom Edwards (1936–2016)
- Thomas Ehrlich (* 1934)
- Jean Bethke Elshtain (1941–2013)
- Richard R. Ernst (1933–2021)
- Nancy Marguerite Farriss (* 1938)
- Alfred Paul Fishman (1918–2010)
- Kent Vaughn Flannery (* 1934)
- Richard Irving Ford (* 1941)
- Edward Norval Fortson (* 1936)
- Norman Robert Foster (* 1935)
- Richard James Franke (* 1931)
- Richard B. Freeman (* 1943)
- Jacob Aharon Frenkel (* 1943)
- Marc Fumaroli (1932–2020)
- Douglas Joel Futuyma (* 1942)
- Elsa Garmire (* 1939)
- C. William Gear (1935–2022)
- Alexander Namiot Glazer (* 1935)
- Laurie Hollis Glimcher (* 1951)
- Robert Philip Goldman (* 1942)
- Leon Albert Golub (1922–2004)
- Joseph W. Goodman (* 1936)
- Morris Goodman (1925–2010)
- Donald Hall (1928–2018)
- Nicholas Geoffrey Lemprière Hammond (1907–2001)
- Elizabeth Hardwick (1916–2007)
- Edward Everett Harlow (* 1952)
- Geoffrey William Hill (1932–2016)
- Jennifer Lucy Hochschild (* 1950)
- Tomas Gustav Magnus Hökfelt (* 1940)
- Nagayo Homma (1929–2012)
- Peter Maxwell Howley (* 1946)
- Franklin David Israel (1945–1996)
- Alexei Wladimirowitsch Jablokow (1933–2017)
- Martin Evan Jay (* 1944)
- Michael Cole Jensen (1939–2024)
- Thomas Hillman Jordan (* 1948)
- Tony Robert Judt (1948–2010)
- Kenneth Leslie Karst (1929–2019)
- Ellsworth Kelly (1923–2015)
- Martin John Kemp (* 1942)
- David Michael Kennedy (* 1941)
- Sergiu Klainerman (* 1950)
- Eric Ingvald Knudsen (* 1949)
- Nancy Jane Kopell (* 1942)
- Jane Kramer (* 1938)
- Howard G. Krane (* 1934)
- Sige-Yuki Kuroda (1934–2009)
- Story Cleland Landis (* 1945)
- Anthony James Leggett (* 1938)
- Hendrik Willem Lenstra (* 1949)
- Michael Steven Levine (* 1955)
- Robert Isaac Levy (1924–2003)
- Alan Paige Lightman (* 1948)
- Susan Lee Lindquist (1949–2016)
- Rodolfo Riascos Llinás (* 1934)
- Richard Marc Losick (* 1943)
- Thomas Eugene Lovejoy (1941–2021)
- Angus Maddison (1926–2010)
- John Maddox (1925–2009)
- Fumihiko Maki (1928–2024)
- Paul Georges Malliavin (1925–2010)
- Leonard Mandel (1927–2001)
- Jean Matter Mandler (* 1929)
- Robert Nathaniel Mann (1920–2018)
- Karl Ulrich Mayer (* 1945)
- Perry Lee McCarty (1931–2023)
- Michael William McConnell (* 1955)
- Joel Mokyr (* 1946)
- C. Bradley Moore (* 1939)
- William Lambert Moran (1921–2000)
- Homer Alfred Neal (1942–2018)
- Frederick Carl Neidhardt (1931–2016)
- Susumu Nishimura (* 1931)
- Bert William O’Malley (* 1936)
- John Alexander Oates (1932–2019)
- Laurie Dewar Olin (* 1938)
- Larry Eugene Overman (* 1943)
- Charles Stedman Parmenter (* 1933)
- Carole Pateman (* 1940)
- David Francis Pears (1921–2009)
- Joseph Pedlosky (* 1938)
- Paul Elliott Peterson (* 1940)
- Peter Charles Bonest Phillips (* 1948)
- Evelyn Chrystalla Pielou (1924–2016)
- Richard Henry Popkin (1923–2005)
- James Michael Poterba (* 1958)
- Michael Courtney Jenkins Putnam (* 1933)
- Anna Marie Quindlen (* 1952)
- Robert Richard Rando (* 1941)
- David Malcolm Raup (1933–2015)
- Stanley Reiter (1925–2014)
- Ellen Rosand (* 1940)
- Marshall Rose (* 1937)
- Ira Rubinoff (* 1938)
- Jeffrey David Sachs (* 1954)
- Mosche Safdie (* 1938)
- Richard Lawrence Salmon (* 1949)
- David Satcher (* 1941)
- Henry Brewer Schacht (* 1934)
- Daniel Lawrence Schacter (* 1952)
- Helmut Schmidt (1918–2015)
- Gjertrud Cecelia Schnackenberg (* 1953)
- Jerome Borges Schneewind (1930–2024)
- Matthew P. Scott (* 1953)
- Richard Sennett (* 1943)
- Salvatore Settis (* 1941)
- Albert Shanker (1928–1997)
- Robert Bernard Shapiro (* 1938)
- Richard Martin Shiffrin (* 1942)
- Kenneth I. Shine (* 1935)
- Carolyn Spellman Shoemaker (1929–2021)
- Sydney Sharpless Shoemaker (1931–2022)
- Michael Louis Shuler (* 1947)
- Robert B. Silvers (1929–2017)
- Kai Lennart Simons (* 1938)
- Lawrence Sklar (1938–2024)
- Larry Ryan Squire (* 1941)
- Claude Mason Steele (* 1946)
- William Clarence Stokoe (1919–2000)
- Thomas Peter Stossel (1941–2019)
- Marilyn Strathern (* 1941)
- Harry Suhl (1922–2020)
- Kathleen Marie Sullivan (* 1955)
- John David Summers (* 1941)
- Gerald Jay Sussman (* 1947)
- Piotr Sztompka (* 1944)
- Robert Davis Terry (1924–2017)
- Saul A. Teukolsky (* 1947)
- Gérard Toulouse (1939–2023)
- Michael Stanley Turner (* 1949)
- Mona Jane Van Duyn Thurston (1921–2004)
- Kensal Edward van Holde (1928–2019)
- Anthony Vidler (1941–2023)
- Joseph Vining (* 1938)
- David Alexander Vogan (* 1954)
- Kenneth Wilcox Wachter (* 1947)
- Alan Cyril Walker (1938–2017)
- E. Bruce Watson (* 1950)
- James Lee Watson (* 1943)
- Gerhard Ludwig Weinberg (* 1928)
- Barry R. Weingast (* 1954)
- Mary Jane West-Eberhard (* 1941)
- Robert Louis Wilken (* 1936)
- Owen N. Witte (* 1949)
- Chi-Huey Wong (* 1948)
- Sau Lan Yu Wu (* 1940)
- Efim Zelmanov (* 1955)
- Nicholas Themistocles Zervas (* 1929)